# Eparchia tichoriecka
Eparchia tichoriecka – jedna z eparchii Rosyjskiego Kościoła Prawosławnego, z siedzibą w Tichoriecku. Jej ordynariuszem jest biskup tichoriecki i korianowski Stefan (Kawtaraszwili).
Eparchia została erygowana na posiedzeniu Świętego Synodu Rosyjskiego Kościoła Prawosławnego 12 marca 2013 poprzez wydzielenie z eparchii jekaterinodarskiej i jako składowa metropolii kubańskiej. Należą do niej parafie w granicach rejonów biełoglińskiego, kaukaskiego, kryłowskiego, korienowskiego, nowopokrowskiego, pawłowskiego, tbiliskiego, tichorieckiego i wysiełkowskiego Kraju Krasnodarskiego.